# Borszczeń
Borszczeń (ros. Борщень) – wieś (ros. село, trb. sieło) w zachodniej Rosji, w sielsowiecie wołokonskim rejonu bolszesołdatskiego w obwodzie kurskim.

## Geografia
Miejscowość położona jest 12 km od centrum administracyjnego sielsowietu wołokonskiego (Wołokonsk), 16 km od centrum administracyjnego rejonu (Bolszoje Sołdatskoje), 51 km od Kurska.
W granicach miejscowości znajdują się ulice: Zariecznaja, Kołchoznaja, Komsomolskaja, Pierieułok, Rżewskaja, Sadowaja, Sowietskaja, Topolewaja, Szkolnaja, Szkolnyj pierieułok, Komsomolskij pierieułok.

## Demografia
W 2010 r. miejscowość zamieszkiwały 504 osoby.